# Роберт Водлоу
Роберт Першинг Водлоу (енгл. Robert Pershing Wadlow; Олтон, 22. фебруар 1918 — Манисти, 15. јул 1940) је према Гинисовој књизи рекорда највиши човек у историји. Када је умро био је висок 272 центиметра.

## Детињство и младост
Рођен је у Олтону у Илиноису, 22. фебруара 1918, као најстарије од петоро деце. У основној школи су му, због његове висине, морали направити посебан сто. Студирао је право. Када је завршио средњу школу био је висок 2,54 метра.

## Феномен
До краја живота је непрекидно растао великом брзином - 10 центиметара годишње. Највећи раст је примећен после првих шест месеци, када је порастао за чак 37 центиметра. Са 8 година је прерастао свог оца високог 180 центиметра. Роберт Першинг је носио ципеле број 68, а њихов примерак се и данас чува. Био је изузетно физички јак. Свог оца је са све столицом могао да носи уз степенице. До саме смрти није показао знакове престанка раста. Данас на три места у свету постоји његова статуа у природној величини.

## Крај живота
За разлику од већине осталих феномена сличних њему, Роберт Водлоу није имао здравствене проблеме. Никад није користио инвалидска колица. Међутим, у последњој години живота његово здравствено стање се погоршало. Током те године је као и обично порастао 8 центиметара, али истовремено изгубио 24 килограма. Пред крај живота је тешко ходао и почео је да користи штаку, јер му се јавила слабост у ногама и стопалима. Почео је да носи и протезу за ноге. Управо то је, током једног фестивала на којем је учествовао, проузроковало жуљ на нози и дошло је до паразитске инфекције. Пребачен је у болницу на хитну лекарску интервенцију, која нажалост, није успела. Умро је 15. јула 1940. у сну у 22. години живота. Сахрањен је у бетонском сандуку јер се страховало да би му тело могло бити украдено. Тај сандук је носило 12 особа, а сахрани је присуствовало између 30 и 40.000 људи. 

## Постепен раст (чланак у обради)
| Старост     | Висина | Маса     | Напомена | Година            |
| ----------- | ------ | -------- | --- | ----------------- |
| Рођен       | 51 cm  | 3.8 kg   | Нормална висина и маса                                                                                               | 22. фебруар 1918. |
| 6 месеци    | 88 cm  | 14 kg    | | 22. август 1918.  |
| 12 месеци   | 1.06 m | 20 kg    | Научио да хода са 11 месеци                                                                                          | 22. фебруар 1919. |
| 18 месеци   | 1.30 m | 30 kg    | | 22. август 1919.  |
| 2 године    | 1.37 m | 34 kg    | | 1920.             |
| 3 године    | 1.50 m | 40 kg    | | 1921.             |
| 4 године    | 1.63 m | 48 kg    | | 1922.             |
| 5 година    | 1.70 m | 54 kg    | Прерастао мајку Еди Џонсон Водлоу                                                                                    | 1923.             |
| 6 година    | 1.74 m | 73 kg    | | 1924.             |
| 7 година    | 1.78 m | 74.6     | | 1925.             |
| 8 година    | 1.83 m | 77 kg    | Прерастао оца | 1926.             |
| 9 година    | 1.88 m | 82 kg    | | 1927.             |
| 10 година   | 1.96 m | 95 kg    | | 1928.             |
| 11 година   | 2.11 m | 121.3 kg | | 1929.             |
| 12 година   | 2.18 m | 130 kg   | | 1930.             |
| 13 година   | 2.24 m | 137 kg   | World's tallest Boy Scout, averaging a growth of 4 in (10 cm) per year since birth and wearing size 25 (U.S.) shoes. | 1931.             |
| 14 година   | 2.26 m | 150 kg   | | 1932.             |
| 15 година   | 2.34 m | 161 kg   | | 1933.             |
| 16 година   | 2.48 m | 170 kg   | | 1934.             |
| 17 година   | 2.51 m | 173 kg   | Завршио средњу школу 8. јануара 1936.                                                                                | 1935              |
| 18 година   | 2.54 m | 177 kg   | | 1936.             |
| 19 година   | 2.59 m | 220 kg   | | 1937.             |
| 20 година   | 2.62 m | 221 kg   | | 1938.             |
| 21 година   | 2.64 m | 223 kg   | | 1939.             |
| 22.4 године | 2.72 m | 199 kg   | Кад је умро, Роберт Водлоу је био највиши човек икада. Уписан је у Гинисову књигу рекорда.                           | 27. јун 1940.     |